# Östergötland
Östergötland (Östergötlands län) je kraj na jihovýchodě Švédska. Sousedí s kraji Kalmar na jihovýchodě, Jönköping jihozápadě, Örebro na severozápadě, a Södermanland severovýchodě. Přes jezero Vättern sousedí s Västra Götalandem na západě. Na východních hranicích kraje se nachází pobřeží Baltského moře. Östergötland leží na území provincie Östergötland.
Ke 31. březnu 2011 žilo v kraji 429 852 obyvatel. Hlavním a největším městem Östergötlandu je Linköping. Linköping a jeho sousedské město Norrköping tvoří jednu ze Švédských metropolitních oblastí: Linköping-Norrköpinský koridor.

## Obce

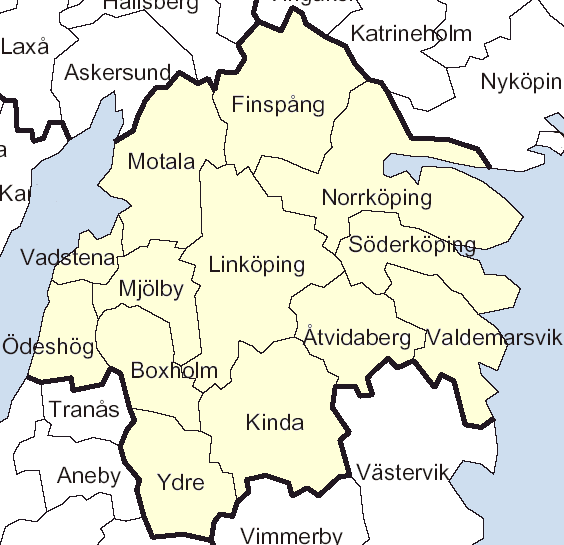
Obce

- Boxholm
- Finspång
- Kinda
- Linköping
- Mjölby
- Motala
- Norrköping
- Söderköping
- Vadstena
- Valdemarsvik
- Ydre
- Åtvidaberg
- Ödeshög

## Symboly
Östergötland získal svůj znak po provincii Östergötland. Pokud je znak zobrazen s královskou korunou, reprezentuje krajskou správní radu.